# Orthosia behrensiana
Orthosia behrensiana là một loài bướm đêm trong họ Noctuidae.